# Хмельницький Станіслав Йосипович
Хмельницький Станіслав Йосипович (10 серпня 1957, с. Лісове, Тальнівського району, Черкаської області — 25 квітня 2013, Хутір Гора, Київської області) — хірург, доцент кафедри хірургії Київського медичного інституту УАНМ.
Член Міжнародної організації «Ассоциация хирургов – гепатологов», Міжнародної асоціації гепатопанкреатобіліарної хірургії, «Российской гастроэнтерологической ассоциации» і «Асоціації хірургів — гепатологів України». З 2011 року дійсний член Міжнародної Академії Технологічних Наук (AITS), професор AITS, кандидат медичних наук. Один із засновників громадської організації «Всеукраинский проект по защите прав врачей».

## Біографія
Закінчив Київський медичний інститут імені академіка О. О. Богомольця в 1980 році.
З 1981 по 1987 роки — хірург Бориспільської ЦРЛ.
Клінічна ординатура на базі кафедри загальної хірургії Київського медичного інституту імені академіка О. О. Богомольця (1987–1989). 1989–1992 роки — хірург Київського міського Центру хірургії печінки, жовчних шляхів та підшлункової залози, заступник директора (проф. В. С. Земскова) з наукової роботи. З 1993 року асистент, а з 1996 року — доцент кафедри загальної хірургії Національного медичного університету імені академіка О. О. Богомольця, з 1998 року — доцент кафедри хірургії Київського медичного інституту УАНМ з постійним місцем роботи на клінічній базі в вузловій лікарні № 1 ст. Дарниця.

## Наукова діяльність
Тема кандидатської дисертації: «Критерии выбора способа хирургической коррекции непроходимости общего желчного протока доброкачественной этиологии» (1992). Тема докторської дисертації «Хірургічне лікування гепатобіліарних ускладнень виразки дванадцтипалої кишки».
Автор і співавтор 140 наукових праць, 5 авторських свідоцтв та 12 патентів України і Російської Федерації. Автор (співавтор) 6 монографій.